# Jaderné právo
Jaderné právo je souborem právních norem, které regulují mírové využití jaderných (nukleárních) technologií.
Základním předpisem jaderného práva byl v České republice původně zákon č. 18/1997 Sb., o mírovém využívání jaderné energie a ionizujícího záření (atomový zákon), který byl od roku 2017 nahrazen zákonem č. 263/2016 Sb., atomový zákon.